# Beatsteaks

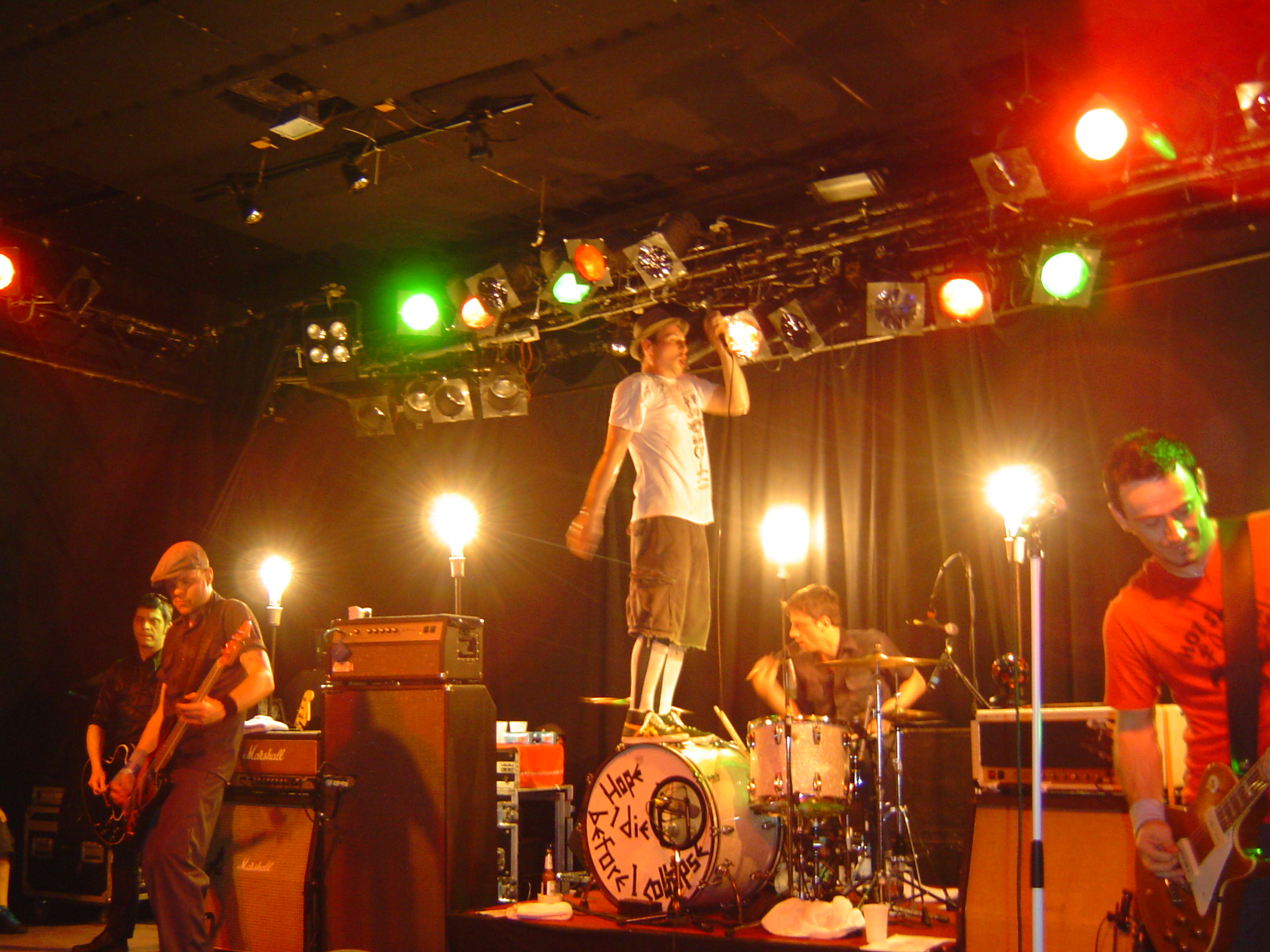
Beatsteaks in 2007

De Beatsteaks is een Duitse punk-rockband. De band werd in 1995 in Berlijn opgericht door Peter Baumann (gitaar), Stefan Hircher (drum), Alexander Rosswaag (bas) en Bernd Kurtzke (tweede gitaar). Tegenwoordig zitten van deze vier bandleden alleen nog Peter Baumann en Bernd Kurztke in de band.

## Bandgeschiedenis
Kort nadat de band was opgericht kwam Arnim Teutoburg-Weiß erbij. Hij wilde eigenlijk in de band om gitaar te spelen, maar omdat er al twee gitaarspelers in de band waren drong de band erop aan dat Arnim de zanger van de band werd. Dit gebeurde, maar Arnim speelt vaak ook als derde gitarist. Arnim is nu nog steeds de frontman van de band.
Al vanaf het begin boekte de band succes: na hun tiende optreden speelden ze al in het voorprogramma van The Sex Pistols. Rond 1999 was Thomas Götz, de huidige drummer, bij de band gekomen om Stefan Hircher die uit de band was gestapt te vervangen. Ook bassist Alexander Rosswaag ging uit de band, en in 2000 was daar Torsten Scholz om hem te vervangen. De samenstelling van de Beatsteaks is sindsdien niet meer veranderd. De Beatsteaks kregen langzaam aan een breder publiek omdat ze gingen toeren met punkband Bad Religion en de Duitse punkrockbands Die Toten Hosen en Die Ärzte. Vooral vanaf hun derde album, Living Targets, ging het goed. Voor het eerst waren ze op de tv te zien en op de radio te horen. De echte doorbraak kwam echter in 2004, toen hun vierde album SmackSmash uitkwam. Bij de MTV European Music Awards 2004 wonnen ze in de categorie "Best German Act". In 2007 werden de Beatsteaks weer als Best German Act bij de EMA's genomineerd en ontvingen ze de 1LiveKrone voor de beste live act.

## Albums en hun succes
Het eerste album, 48/49 genaamd naar het huisnummer van de studio waarin de Beatsteaks speelden, namen ze op in 1997. Hun tweede album verscheen in 1999 bij Epitaph Records. De Beatsteaks zijn hiermee de eerste Duitse punkrock band ooit gecontracteerd bij dit label. Het derde album Living Targets(2002)boekte meer succes, vooral met de singles Let Me In en Summer. In 2004 kwam SmackSmash uit, wat zorgde voor de echte doorbraak van de Beatsteaks. Verschillende singles kwamen uit, zoals I Don't Care As Long As You Sing, Hand In Hand, en Hello Joe (geschreven voor The Clash-zanger Joe Strummer). 
In 2005 verscheen de dvd B-seite, een dubbel-dvd met alle tot dan toe geproduceerde videoclips, live-opnamen van verschillende concerten, een door de leden van de band zelf regisseerde documentaire over de band zelf, en een hele hoop bonusmateriaal. 
Het nieuwste album, .limbo messiah, verscheen in maart 2007. Van dit album komen de singles Cut Off The Top, Meantime, Jane Became Insane en Demons Galore.
Op 2 mei 2008 zal er een nieuw live-album, genaamd Kanonen Auf Spatzen, verschijnen, dat zal bestaan uit twee live cd's en een dvd.

## Overig
De Beatsteaks kregen bekendheid nadat ze door de Duitse punkband Die Ärzte in hun lied Unrockbar werden genoemd. In Unrockbar zingen die Ärzte namelijk "Wie kann man bei den Beatsteaks ruhig sitzen bleiben wenn dir doch Schlagersänger Tränen in die Augen treiben?" wat zoveel betekent als "Hoe kan je bij de Beatsteaks rustig blijven zitten, wanneer je bij Schlagerzangers wel tranen in je ogen krijgt?"
Hoewel de Beatsteaks een Duitse band is, zingen ze meestal in het Engels. Op het moment toeren ze door Europa, in de hoop ook in de rest van Europa enige bekendheid te verwerven. Op 13 juni 2011 stonden ze op het Pinkpopfestival in Landgraaf.

## Discografie
CD's
- 48/49 (1997)
- Launched (1999)
- Living Targets (2002)
- Smack Smash (2004)
- .limbo messiah (2007)
- Kanonen Auf Spatzen (2cd+dvd) (2008)
- Boombox (2011)

Singles
- Summer (Living Targets, 2002)
- Let Me In (Living Targets, 2002)
- Hand In Hand (Smack Smash, 2004)
- I Don't Care As Long As You Sing (Smack Smash, 2004)
- Hello Joe (Smack Smash, 2004)
- Loyal To None (Smack Smash, 2004)
- Jane Became Insane (.limbo messiah, 2008)
- Cut Off The Top (.limbo messiah, 2008)
- Demons Galore (.limbo messiah, 2008)
- Meantime (.limbo messiah, 2008)

DVD's 
- B-seite (2005)
- Demons Galore (2007)